# مارك ألكالا
مارك ألكالا (بالإسبانية: Marc Alcalá)‏ هو منافس ألعاب قوى إسباني، ولد في 7 نوفمبر 1994 في برشلونة في إسبانيا.

## وصلات خارجية
- مارك ألكالا على موقع الاتحاد الدولي لألعاب القوى (الإنجليزية)
- مارك ألكالا على موقع الدوري الماسي (الإنجليزية)